# Suzuki Hayabusa
Suzuki GSX1300R Hayabusa (яп. スズキ GSX1300R ハヤブサ) — мотоцикл класса спорт-тур, производится японской компанией Suzuki с 1999 года. Сразу же завоевал звание «самый быстрый серийный мотоцикл в мире» с максимальной скоростью 303—312 км/ч.
«Хаябуса» (隼) по-японски называют сапсана. Название этой птицы часто служит метафорой, обозначающей скорость, так как сапсан — самая быстрая из птиц: во время охоты он резко пикирует на жертв, развивая скорость 290—325 км/ч. В частности, выбор названия был обусловлен тем, что сапсан обыкновенно охотится на дроздов, и эта аллюзия отражала намерение производителей Hayabusa отобрать звание самого быстрого серийного мотоцикла в мире у Honda CBR1100XX Super Blackbird («Супердрозд»). Скорость Hayabusa превзошла Super Blackbird на 16 км/ч.
С 1999 по 2007 год производилось поколение GEN1 Hayabusa, в 2008 году представлено поколение GEN2.

## 1-е поколение (1999)

### Технические особенности
Мощность двигателя составляет 175 л. с. при 9800 об./мин и максимальный крутящий момент 138 Нм при 7000 об./мин. Масса 250-255 кг, масса сухого 215-242 кг.

## 2-е поколение (2008)

### Технические особенности
Мощность двигателя составляет 197 л. с. при 10500 об./мин и максимальный крутящий момент 138,7 Нм при 7600 об./мин.

Масса 265 кг, масса сухого 250 кг.
- Suzuki GSX1300R Hayabusa (1999—2007)
- Suzuki GSX1300R Hayabusa (c 2008 г.)
- Различия моделей по годам